# Elskende par
Elskende par er en svensk dramafilm fra 1964 instrueret af Mai Zetterling. Filmen er baseret på en romanserie af Agnes von Krusenstjerna og har blandt andre Harriet Andersson, Gunnel Lindblom og Anita Björk i hovedrollerne.

## Handling
Filmen følger tre gravide kvinder på et hospital, hvor de afventer fødslen. Gennem deres minder og tilbageblik udfoldes deres individuelle livshistorier med temaer som seksualitet, kærlighed, undertrykkelse og kvinders rolle i samfundet.

## Medvirkende (i udvalg)
- Harriet Andersson som Agda Wising
- Gunnel Lindblom som Adèle Holmström
- Gio Petré som Angela von Pahlen
- Anita Björk som Petra von Pahlen
- Gunnar Björnstrand som doktor Jacob Lewin
- Eva Dahlbeck som fru Landborg
- Jan Malmsjö som Stellan von Pahlen
- Lissi Alandh som Bell
- Isa Quensel som Fredrika
- Bengt Brunskog som Tord Holmström
- Åke Grönberg som mand
- Margit Carlqvist som Dora Macson
- Heinz Hopf som løjtnant Bernhard Landborg
- Märta Dorff som Alexandra Vind-Frijs
- Jan Erik Lindqvist som Peter von Pahlen
- Hans Strååt som Thomas Meller